# Love Is All You Need
Love Is All You Need (Den skaldede frisør) è un film del 2012 diretto da Susanne Bier.

## Trama
Philip è un affascinante imprenditore inglese che vive in Danimarca, vedovo  e amante della sua solitudine, arcigno nel carattere e pragmatico negli affari. Philip ha un figlio di nome Patrick, un ragazzo insicuro e timido che in Italia ha conosciuto Astrid, una ragazza danese come lui. Patrick dall'Italia informa Philip che sta per sposarsi con Astrid.
Astrid è figlia di Ida, una donna pacata, sensibile e dolce, sposata con Leif, un uomo immaturo e privo di eleganza, e fa la parrucchiera in un salone. Anche Ida riceve una telefonata dall'Italia da parte di Astrid, con l'annuncio del suo matrimonio con Patrick.
Ida, che è stata malata di cancro al seno, ha appena finito la chemioterapia e, a causa di questa, indossa una parrucca. Tornando a casa dopo l'ultimo controllo, sorprende Leif in un rapporto sessuale sul divano di casa con Thilde, una sua giovane dipendente.
Ida è distrutta emotivamente ma si prepara comunque per raggiungere l'Italia. Nel parcheggio dell'aeroporto sbaglia manovra e si scontra malamente con la berlina di Philip, sopraggiunto per prendere il medesimo volo. Philip la aggredisce verbalmente; si calma però colpito dall'imbarazzo quando capisce che Ida indossa una parrucca. Philip capisce anche che Ida è la mamma di Astrid, si presenta come il padre di Patrick e conclude con lei che qualunque discussione proseguirà in Italia.
Nel frattempo Astrid e Patrick stanno svolgendo i preparativi per la cerimonia: hanno deciso di sposarsi sulla costiera amalfitana, dove stanno soggiornando in una grande e disabitata casa di campagna di proprietà di Philip, circondata da una piantagione di limoni, nella quale attendono i loro invitati.
Durante il soggiorno in Italia, dopo le divergenze iniziali, Ida e Philip si scoprono a vicenda, nonostante le avance di  Benedikte, sorella della defunta moglie di Philip. Ma nei giorni   precedenti al matrimonio Astrid e Patrick sembrano allontanarsi e accade anche un furente litigio tra il marito di Ida e il loro figlio.  Poco prima della cerimonia, Astrid e Patrick dichiarano che non si sposeranno più: la verità è che Patrick è gay.  Più tardi, mentre Ida lascia la casa insieme ad Astrid, Philip tenta di fermarla con un pretesto; ma Ida lo ringrazia di averle ospitate e, voltandosi, va via.
Al rientro in Danimarca, Leif corteggia Ida con decine di rose rosse, e la loro relazione riprende. Un giorno al salone dove Ida lavora si presenta Philiph, che le chiede di partire con lui per l'Italia, ma Ida rifiuta.
Qualche tempo dopo, Ida riceve il referto dell'ospedale con l'esito delle nuove analisi ma non ha il coraggio di aprirlo. Lascia Leif e raggiunge Philiph in Italia. Seduti su una panchina su una terrazza davanti al mare, Ida porge la busta a Philip il quale le dice che il contenuto nella busta non lo spaventa e la bacia. Poi, constatato con sollievo il responso, Philip sorride a Ida e la bacia di nuovo.

## Produzione
Le riprese del film, il cui budget è stato di circa 5,5 milioni di dollari, sono iniziate nel maggio 2011 e si sono svolte tra Copenaghen, Napoli, Sorrento e la costiera amalfitana.

## Promozione
La prima clip tratta dal film viene pubblicata il 14 settembre 2012.

## Distribuzione
Il film viene presentato alla Mostra Internazionale d'Arte Cinematografica di Venezia il 2 settembre 2012 ed al Toronto International Film Festival il 9 settembre.
L'anteprima della pellicola si tiene a Copenaghen il 5 settembre 2012.
La pellicola viene distribuita nelle sale cinematografiche a partire dal 6 settembre 2012 in Danimarca, mentre in Italia dal 21 dicembre.